# Saint-Manvieu-Bocage

Saint-Manvieu-Bocage este o comună în departamentul Calvados, Franța. În 1 ianuarie 2018 avea o populație de 551 de locuitori.